# Dolní Kochánov
Dolní Kochánov je osada, část obce Petrovice u Sušice v okrese Klatovy v Plzeňském kraji. Nachází se asi pět kilometrů jihozápadně od Petrovic u Sušice. Jsou zde evidovány tři adresy. V roce 2011 zde trvale nikdo nežil.
Dolní Kochánov je také název katastrálního území o rozloze 1,21 km².

## Historie
První písemná zmínka o vesnici pochází z roku 1336.

## Obyvatelstvo
| Rok            | 1869 | 1880 | 1890 | 1900 | 1910 | 1921 | 1930 | 1950 | 1961 | 1970 | 1980 | 1991 | 2001 | 2011 | 2021 |
| -------------- | ---- | ---- | ---- | ---- | ---- | ---- | ---- | ---- | ---- | ---- | ---- | ---- | ---- | ---- | ---- |
| Počet obyvatel | 31   | 34   | 28   | 23   | 33   | 25   | 27   | 10   | 5    | 0    | 0    | 0    | 0    | 0    | 0    |
| Počet domů     | 5    | 4    | 4    | 3    | 5    | 3    | 5    | 5    | 5    | 0    | 0    | 1    | 2    | 2    | 2    |